# Seznam gospodov in grofov Berških
To je seznam gospodov in grofov Berških (Bergh) .

## Plemiška rodbina Berških
- od 1105 - ca. 1140: Konstantin Berški iz Berga (van den Bergh)
- c. 1140 - c. 1170: Rabodo I.
- c. 1170 - c. 1220: Rabodo II., v lasti Rabodinchoffa, današnjega Raesfelda v Wesfaliji, ki ga je verjetno dobil s poroko
- približno 1220-1250: Henrik
- 1250 - pred 1272: Adam I., okoli leta 1250 ustanovil kapelo v bližini obstoječega gradu v 's Heerenbergu ; leta 1259 prodal grad Raboding-Hof s pravico pokroviteljstva vaške cerkve daljnemu sorodniku Simonu Gemenskemu, ki se je kasneje imenoval Raesfeltski
- 1272 - 1280: Imagina Berška (de Monte), vdova po Adamu I., je imela jurisdikcijo nad župnijo Zeddam leta 1272
- 1280 - 1300: Friderik I., se pojavi leta 1272 kot priča svoje matere kot Fredericus domicellus de Monte, leta 1280 se pojavi kot gospod Berški
- 1300 - 1312: Adam II.
- 1312 - 1331: Friderik II.
- 1331 - 1354: Adam III.
- 1354 - 1387: Viljem I. brat Adama III.
- 1387 - 1416: Friderik III. sin Viljema I.

## Rodbina Leških (der Leck)
- 1416 – 1465: Viljem II. Leško-Berški, vnuk Friderika III.
- 1465 - 1506: Osvald I.
- 1506 - 1511: Viljem III.
- 1511/24 - 1546: Osvald II.
- 1546 - 1586: Viljem IV.
- 1586 - 1611: Herman
- 1611 - 1618: Friderik VI.
- 1618 - 1625: Henrik (regent)
- 1625 - 1656: Albert
- 1656 - 1661: Madelina de Cusance (mati regentka)
- 1661 - 1712: Osvald IV.

## RodbinaHohenzollern-Berških
- 1712 - 1737: Franc Viljem
- 1737 - 1757: Johan Baptist grof Dolle-jski
- 1757 - 1787: Johana Jozefa Antonija Berška

## Rodbina Hohenzollern-Sigmaringenskih
- 1769 - 1785: Karel Friderik
- 1785 - 1831: Anton Alojzij
- 1831 - 1848: Karel
- 1848 - 1885: Karel Anton
- 1885 - 1905: Leopold
- 1905 - 1913: Viljem

Viljem Hohenzollern je leta 1913 grad Bergh prodal Janezu Hermanu van Heeku.

## Posesti gospodov in grofov Berških skozi čas
Gospodje, od leta 1486,  grofje Berški so imeli skozi stoletja veliko posesti. Posest ni bila lastnina v današnjem pomenu besede, ampak fevdna posest (ali fevd), kakršnega so fevdalci podelili svojim fevdnim zavezancem v fevdalnem sistemu. Fevdalec je bil visoki plemič, ki si je zvestobo podanikov zagotovil z zastavo posesti ali pravic plemičem nižjega ranga. 
Posest Berških je bila fevd vojvod Gelderskih , Brabantskih ali Kleveških, grofa Zutphena, škofa v Kölnu ali drugih fevdalcev. Pridobljeni so bili z zastavo (in včasih kupljeni), nato pa so ostali v družini z dedovanjem. Vladajoči grof Berški ni bil vedno vazal - včasih je bil družinski član. Včasih so grofje prodali posest. Bilo je več nesoglasij o tem, kaj točno komu pripada.
Fevd ni bil vedno ozemlje. V številnih primerih je šlo za druge nepremičnine ali pa le za t.i. uživanje določenih pravic, kot so dohodek od lovske ali ribolovne pravice ali od trajekta in podobno.
Težko je dati popolno sliko vseh Berških posesti v prostoru in času, vendar je spodnji seznam razumen približek.
| - Abcoude (1434 - 1444) - Beek (v zastavi 1447 - 1780) - Bergen op Zoom (1599 - 1671) - Bergherbos - Beugen - Boxmeer (1505-1712) - Breda - Breedenbroek (1451 - ) - Buggenum - Bylandt (1348 - ) - Didam (1456 - ) - Dieren - Diksmuide - Doesburg - Driel - Van der Eem | - Etten - Gageldonk - Gendringen - Grubbenvorst - Guliksche goederen - Hambroek - Hanselaer - Haps (1494 - - Hedel (1395 - 1671) - ’s-Heerenberg (1064 - 1795) - Heteren - Homoet - Krefeld - Loil (1449 - ) - Millingen (1348 - 1365, 1430 - 1795, 1801 - 1912) - Netterden | - Ochten (1505 - - Pannerden (1348 - ) - Sambeek (1505 - - Sint Anthonis - Spalbeek (1505 - - Stevensweert (1505 - - Ulft (1453 - 1872) - Ulftse IJzerhut - Veluwse tienden - Wehl - Well - Westervoort - Wijk bij Duurstede (1434 - 1444) - Wisch (1461 - ) - Zeddam - Zutphen |

Poleg gradu Bergh so imeli grofje Berški krajši ali daljši čas v lasti tudi druge gradove, kot so:
- Grad Boxmeer (glej Boxmeer)  (1505-1712)
- Grad Bylandt (glej Bylandt) (1348 _ )
- Grad Cracau
- Grad Didam (glej Didam) (1456 - )
- Mota Montferland
- Grad Nijerborch (1486 - 1518)
- Grad Raesfeld (1170 - )
- Grad Ulft (1453 - 1872)
- Grad Vrienenstein (1522 - 1788)